# Mota de Altarejos
Mota de Altarejos é um município da Espanha na província de Cuenca, comunidade autónoma de Castilla-La Mancha, de área 16,95 km² com população de 56 habitantes (2004) e densidade populacional de 3,30 hab/km².

## Demografia
| Variação demográfica do município entre 1991 e 2004 | Variação demográfica do município entre 1991 e 2004 | Variação demográfica do município entre 1991 e 2004 | Variação demográfica do município entre 1991 e 2004 |
| --------------------------------------------------- | --------------------------------------------------- | --------------------------------------------------- | --------------------------------------------------- |
| 1991                                                | 1996                                                | 2001                                                | 2004                                                |
| 75                                                  | 60                                                  | 54                                                  | 56                                                  |